# Артабаз (царь Харакены)
Артабаз — царь Харакены, вассального государства парфян, правивший с 49/48 по 48/47 год до н. э. Его предшественником был Тирей II, а преемником — Аттамбел I.
Как и большинство царей Харакены, он известен только из нумизматических источников. Уникальная тетрадрахма, датированная 48/47 годом до н. э., содержит на реверсе надпись на греческом языке: basileōs artabazo theopatoros aytokratoros sōtēros philopatoros kai philellēnos, что можно перевести как «царь Артабаз, божественного происхождения, правитель по праву, избавитель, который любит своего отца и греков». Эта надпись имеет квадратную форму и располагается рядом с изображением Геракла, что значительно отличается от стиля чеканки парфянских монет.
Хотя его имя персидского происхождения, Артабаз, кажется, был эллинизированным правителем.
Согласно сообщению древнегреческого писателя Лукиана Самосатского, Артабаз был возведён на престол при помощи парфян в возрасте восьмидесяти шести лет. Правил он не более года.